# Hidromel
Hidromel (din franceză hydromel, cf. latină hydromeli < greacă hydor – apă, meli – miere), în română în perioada veche cunoscută și ca mied (din sanscrită madhu), este o băutură alcoolică cu un conținut ridicat de alcool (cca. 12,5), dulce și parfumată, care se prepară prin fermentația alcoolică a unui amestec de apă cu miere și polen cules de albine, cunoscută și ca „vin de miere”.
Licoarea rezultată, cu un gust plăcut, acrișor și acidulat, este identificată uneori cu ambrozia cu care se hrăneau zeii din mitologia greacă, dar și cea germanică.